# Strangalomorpha tenuis
Strangalomorpha tenuis is een keversoort uit de familie boktorren (Cerambycidae). De wetenschappelijke naam van de soort is voor het eerst geldig gepubliceerd in 1873 door Solsky.